# Вера Константиновна (герцогиня Вюртембергская)
Не путать с её племянницей Верой Константиновной Романовой
Ве́ра Константи́новна (4 (16) февраля 1854, Санкт-Петербург — 29 марта (11 апреля) 1912, Штутгарт, Вюртемберг) — младшая дочь великого князя Константина Николаевича и Александры Иосифовны, внучка императора Николая I. Воспитывалась при дворе королевы Вюртемберга Ольги Николаевны. Супруга герцога Евгения Вюртембергского. Большую часть жизни прожила в Штутгарте, где занималась благотворительностью.

## Биография

### Ранняя жизнь

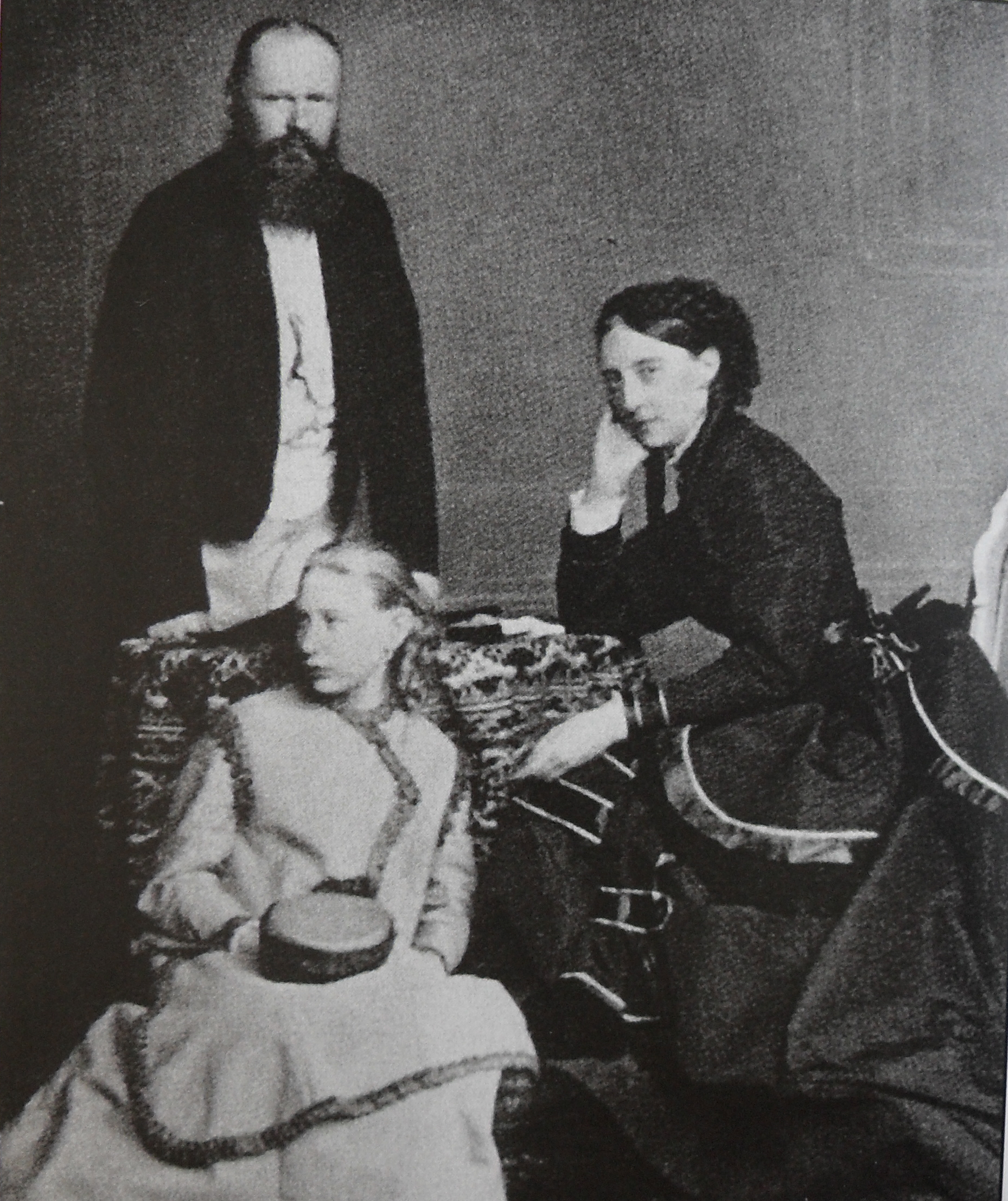
Великая княжна Вера вместе с тётей, королевой Вюртемберга Ольгой Николаевной, и её супругом, королём Карлом I

Великая княжна Вера Константиновна родилась в Санкт-Петербурге 16 февраля 1854 года. Она стала третьим ребёнком и второй дочерью в семье великого князя Константина Николаевича и великой княгини Александры Иосифовны, урождённой принцессы Саксен-Альтенбургской. По отцу приходилась внучкой императору Николаю I и Александре Фёдоровне, по матери — герцогу Иосифу Саксен-Альтенбургскому и Амалии Вюртембергской. Всего в семье было шестеро детей. Старшая сестра Веры, великая княжна Ольга, позже стала королевой Греции.
Первые годы жизни Вера провела в Санкт-Петербурге. В 1861 году семья переехала в Варшаву, где Константин Николаевич был назначен наместником Польского царства. С ранних лет великая княжна страдала от нервных расстройств, иногда сопровождавшихся приступами гнева. Дочь стала настолько неуправляемой, что родители решили отправить её на воспитание к тётке, королеве Вюртемберга Ольге Николаевне, которая в браке с королём Карлом I детей не имела. 7 декабря 1863 года родители Веры прибыли с дочерью в Штутгарт, где передали её королю и королеве. Официально было объявлено, что великая княжна будет получать медицинскую помощь в Германии под присмотром тёти-королевы. Королева Ольга была счастлива, что сможет заботиться о ребёнке, и несмотря на трудности с воспитанием она вскоре заменила молодой княжне мать.
Король и королева стали приёмными родителями девочки. Сначала Вера тосковала по своим настоящим родителям, часто у неё случались истерики, и девочку запирали на некоторое время в комнате. С ней рядом всегда находился один из офицеров. Король Карл ходил с княжной в длительные прогулки и читал ей отрывки из Библии по вечерам. По сведениям, начиная с 1866 года состояние Веры пошло на улучшение, и в конечном итоге она избавилась от своего нервного расстройства. Как молодая девушка, великая княжна была застенчива, но обладала неплохими интеллектуальными способностями, не любила придворный этикет. Её внешний вид, как и манера поведения были своеобразными. Она была слегка полноватой, с вьющимися светлыми волосами, коренастой, среднего роста и простой в общении.

### Брак

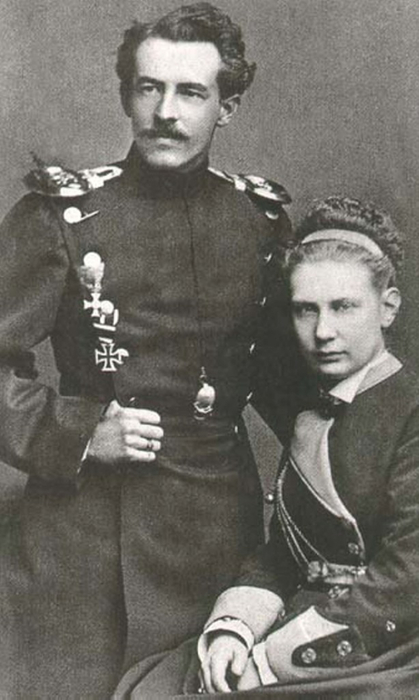
Вера Константиновна с супругом, 1874

Королевская чета решила, что Вера должна выйти замуж за представителя их династии. Будущим супругом был выбран герцог Евгений Вюртембергский, принадлежащий к силезской ветви королевского дома Вюртембергов. Будущие супруги приходились дальними родственниками: оба были праправнуками Фридриха Евгения Вюртембергского, и Фредерики Доротеи Софии Бранденбург-Шведтской. Помолвка состоялась в январе 1874 года. Этот брак был призван укрепить связи между Вюртебергом и Россией, а обе семьи были этому только рады. Великий князь Константин писал королеве и королю, что очень благодарит их за то, что они смогли найти подходящую кандидатуру для их младшей дочери. Королева Ольга писала своей подруге Марии фон Киндерлен-Вэхтер: «Мой проблемный ребёнок теперь счастливая невеста, любящая и любимая. Я никогда не думала, что такое счастье может существовать. Евгений уже как сын королю. Я складываю руки и молю Бога каждый день и ночь». Наследный принц Вюртемберга Вильгельм, писал, что «Вера была одной из самых удачных принцесс в Европе».
Свадьба состоялась с большой роскошью в Штутгарте,  4 мая 1874 года. Невесте было девятнадцать лет, жениху — двадцать восемь. На торжествах присутствовал царь Александр II, дядя невесты, который заметил её непривлекательность и позже писал, что «не завидует её молодому мужу». Как и все великие княжны российского императорского дома она получила в приданое один миллион рублей. 

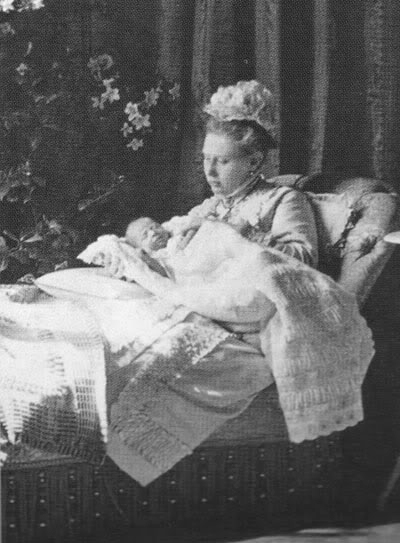
Вера Константиновна с сыном на руках

Супруги поселились в большом доме в центре Штутгарта. В следующем году Вера родила сына, Карла Евгения, который умер через семь месяцев. В 1876 году родились дочери-близнецы, Эльза и Ольга. Однако, жить в браке Вере пришлось не долго. Её муж был офицером в армии Вюртемберга и возглавлял полк в  Дюссельдорфе, где неожиданно умер, 27 января 1877 года. Официальной причиной смерти было объявлено респираторное заболевание из-за падения с лошади, однако многие считали, что герцог был убит на дуэли. Брак продлился три года. Вера осталась вдовой с двумя дочерьми в возрасте двадцати трёх лет. Больше замуж она не выходила. На смерть мужа она отреагировала спокойно.
Вере было предложено переехать в Россию, но она решила остаться в Вюртемберге, считая немецкое королевство своей родиной и где находилась под опекой короля и королевы. Вдовствующая герцогиня часто путешествовала, бывала в России у родственников и в Греции у единственной сестры, ставшей королевой. После смерти короля Карла I в 1891 году она унаследовала большую часть его наследства. Королева Ольга умерла на следующий год, оставив Вере виллу Берг в Штутгарте, где княжна постоянно жила. Вера писала стихи, а её дом часто навещали деятели культуры и искусства. Вера Константиновна снискала большое уважение граждан за свою благотворительную деятельность. Под её покровительством находилась около тридцати различных учреждений и организаций. Вера Константиновна основала приюты для женщин, названные в её честь, благотворительный институт, клинику в Штутгарте, дом для слепых и ряд других учреждений. Княжна принимала участие в строительстве православной церкви Святого Николая в Штутгарте.

### Последние годы

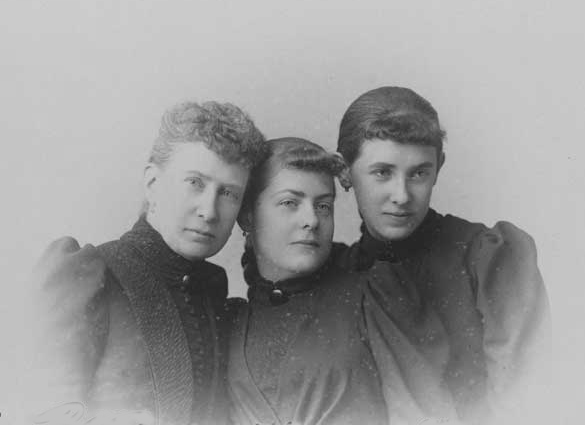
Вера Константиновна с дочерьми

В 1896 году Вера Константиновна вместе с дочерьми присутствовала в России на торжества по случаю коронации императора Николая II и императрицы Александры Федоровны. Старшая из близнецов, герцогиня Эльза, в 1895 году была помолвлена с сыном Альфреда, герцога Эдинбургского и Саксен-Кобург-Готского, и великой княжны Марии Александровны, принцем Альфредом. Он был одновременно внуком королевы Виктории и императора Александра II. Но помолвка была расторгнута. Альфред позже покончил жизнь самоубийством. Эльза быстро вышла замуж за принца Альберта Шаумбург-Липпе, родного брата королевы Вюртемберга Шарлотты. В следующем году вторая дочь, Ольга вышла замуж брата Альберта Шаумбург-Липпе, принца Максимилиана. Дочери подарили Вере семь внуков. Судьба Ольги была схожей с судьбой матери: она родила троих детей, пережила одного из своих детей, супруг скончался через несколько лет и больше она замуж не выходила. 

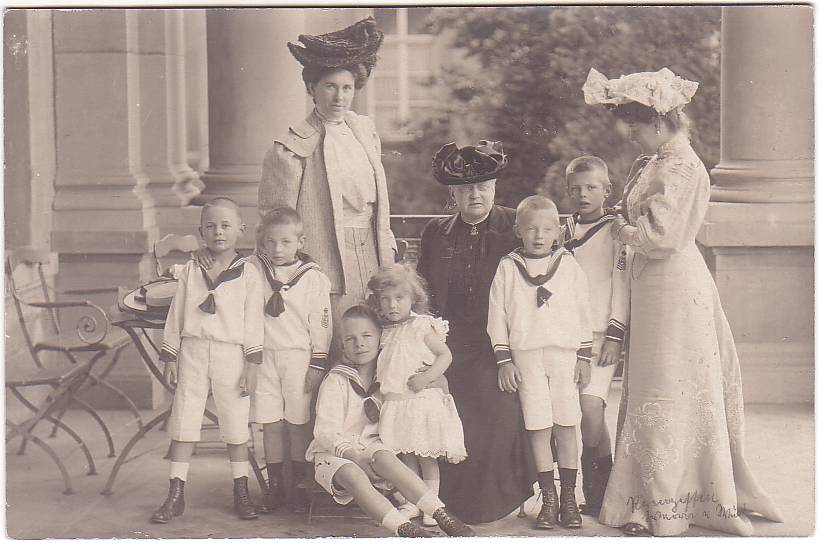
Вера Константиновна с дочерьми и внуками

Здоровье великой княжны в поздние годы ухудшилось. Она страдала от хореи. Дома подле неё всегда находился офицер, который помогал ей правильно передвигаться. На рубеже веков Веру описывали как маленькую и коренастую женщину, толстую и с круглым лицом. Она носила короткие волосы. Была близорукой и носила пенсне. В обеих семьях о великой княжне всегда тепло отзывались родственники. Прожив в Вюртемберге более полувека, великая княжна не разделяла антигерманские взгляды своих русских родственников. Она была очень религиозной женщиной, и в 1909 году перешла из православия в лютеранство, что не нашло понимания в кругу членов императорского дома Романовых. Под её руководством на территории виллы Берг была построена лютеранская церковь. Считала, что театр — это тяжкий грех.
Мать Веры Константиновны скончалась летом 1911 года. В октябре того же года великая княжна перенесла инсульт. Она умерла несколько месяцев спустя, 11 апреля 1912 года. Похоронена в Штутгарте.

### Дети
От брака с Вильгельмом Евгением, герцогом Вюртембергским, родилось трое детей:
- герцог Карл Евгений Вюртембергский (8.4.1875 — 11.11.1875) — умер в младенчестве;
- герцогиня Эльза Матильда Мария Вюртембергская (1.3.1876 — 27.5.1936) — супруга принца Альберта Шаумбург-Липпе, имела трёх сыновей и дочь;
- герцогиня Ольга Александрина Мария Вюртембергская (1.3.1876 — 21.10.1932) — супруга принца Максимилиана Шаумбург-Липпе, имела трёх сыновей.